# La última frontera (película de 2020)

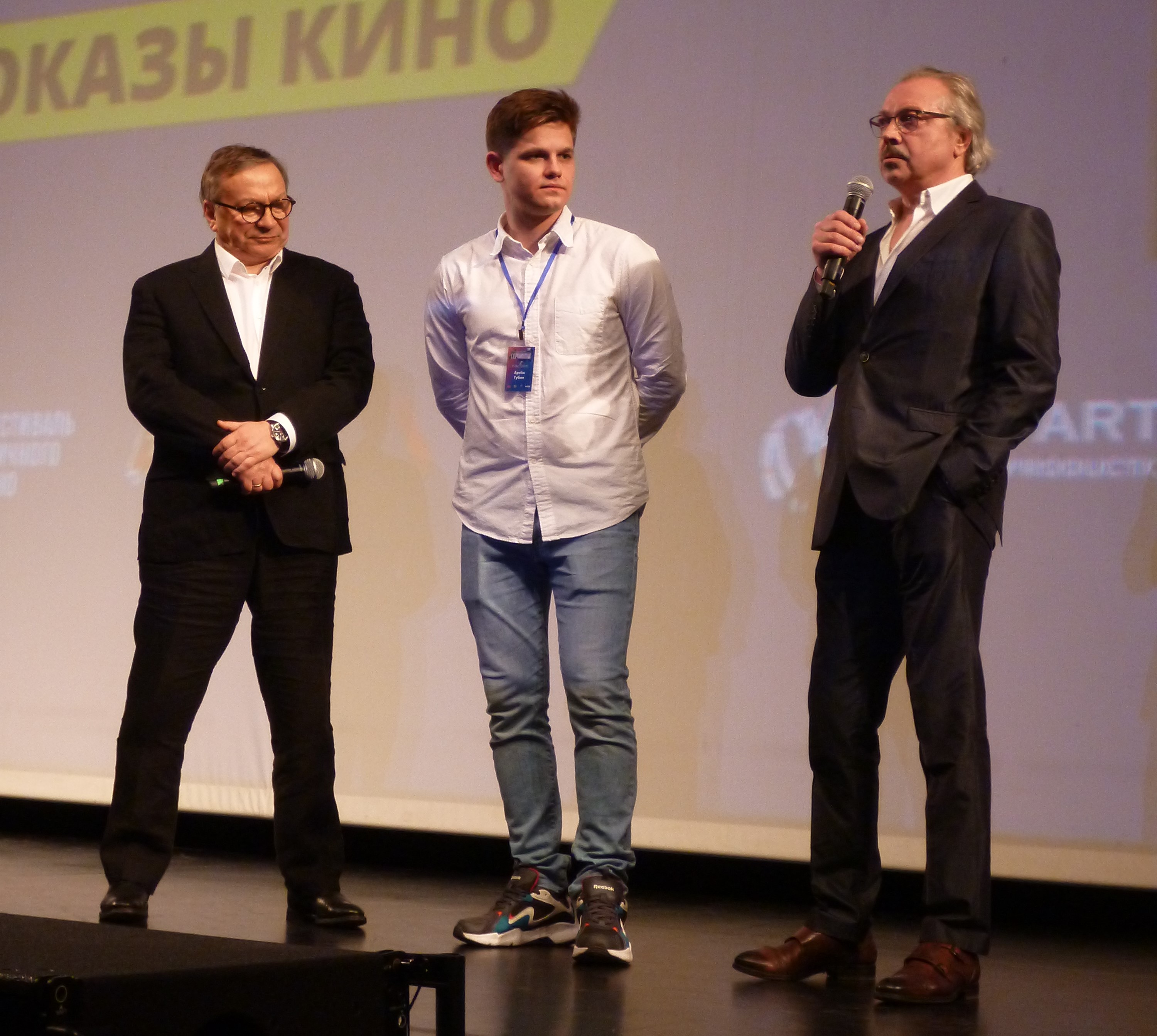
Igor Ugolnikov, Artem Gubin y Vladímir Zaitsev en la presentación de la película en Ekaterimburgo el 7 de mayo de 2021

La última frontera (en ruso: Подольские курсанты, romanizado: Podolskie kursanty, lit. 'Cadetes de Podolsk') es una película bélica rusa de 2020 ambientada en la Segunda Guerra Mundial, escrita y dirigida por Vadim Shmelyov. Una historia sobre la heroica resistencia de los cadetes de Podolsk en la Batalla de Moscú en octubre de 1941.

## Sinopsis
Los cadetes de la Escuela de Artillería e Infantería de Podolsk están completando su entrenamiento y pronto se convertirán en comandantes. Dos amigos compiten por una chica. De repente, el comando se entera del avance del frente y el movimiento de una columna de tanques alemanes hacia Moscú. La única fuerza capaz de hacerles frente son los cadetes, deben detener a los alemanes en la línea de defensa de Ilyinsky y resistir hasta que lleguen los refuerzos. En feroces batallas, donde muchos de ellos mueren, pero al final cumplen con su misión y detienen el avance alemán hacia la capital.

## Elenco
- Alekséi Bardukov como el teniente Afanasiy Aleshkin
- Evgeniy Dyatlovas como el director de Escuela de Artillería de Podolsk, Coronel Iván Strelbitskiy
- Serguéi Bezrúkov como el capitán Iván Starchak
- Lubov Konstantinova como la enfermera María «Masha» Grigorieva
- Artyom Gubin como el sargento menor Aleksandr «Sashka» Lavrov.
- Igor Yudin como el sargento Mitya Shemyakin, cadete
- Guram Bablishvili como el teniente Museridze
- Dmitri Solomykin como el teniente Shapovalov
- Roman Madyanov como el mayor general Vasili Smirnov
- Yekaterina Rednikova como la médica militar Nikitina
- Serguéi Bondarchuk Jr. como el mayor Dementyev
- Daria Ursuliak como Liza Aleshkina
- Daniil Spivakovsky como el ingeniero Uglov
- Vasili Mishchenko como el teniente general Eliseev
- Gleb Bochkov como el sargento Yakhin
- Oleg Ots como Bogatov, cadete
- Alekséi Kopashov como Simonov
- Gleb Danilov como Slavik Nikitin
- Aleksey Takharov como Azamat Khalilov, cadete
- Dmitri Topol como Ibragimov, cadete
- Pável Stont como Vasilkov, cadete
- Aleksandr Lobanov como el comisario político del batallón Andropov
- Stas Shmelev como el teniente mayor Nosov
- Nikolái Samsonov como Paramédico Petrov
- Pável Krainov como el capitán Rossikov
- Kirill Zaporozhskiy como el Instructor político Lepekhin
- Daria Konizheva como la soldado Lyusya Shishkina
- Pável Levkin como el teniente mayor Mamchich
- Dmitri Brauer como el mayor alemán Werner

## Producción
Los iniciadores del proyecto fueron Vyacheslav Fetisov e Igor Ugolnikov. Al escribir el guion, se utilizaron testimonios de participantes en los hechos y documentos desclasificados del Archivo Central del Ministerio de Defensa de la Federación de Rusia.
Alekséi Bardukov dijo que logró terminar de leer el guion solo la tercera vez, porque se sintió sobrecogido por la escala de autenticidad y conexión con la historia. Serguéi Bezrúkov deseaba participar en el proyecto, ya que había quedado impresionado por las historias de Ugolnikov; antes de filmar, leyó las memorias de Iván Starchak Desde el cielo - hacia la batalla (en ruso, С неба — в бой).
La película se rodó en un complejo cinematográfico especialmente construido llamado «VoenFilm» en Medyn (óblast de Kaluga), donde se construyó un pueblo, se excavaron fortines, se construyó un río y se llenó de agua, y se recreó parte de la carretera de Varshavskoye. Los consultores históricos trataron de lograr la máxima confiabilidad de lo que se mostraba, hasta la reconstrucción del número de tanques y aviones; en particular, el personaje de Bezrukov está armado con una ametralladora Thompson, ya que dicha arma se encontró durante las excavaciones en la frontera de Ilyinsky. La escena de la batalla en sí fue filmada de acuerdo con el esquema elaborado por los alemanes, que indicaba en detalle dónde estaba qué tanque y cómo fue eliminado.
El presupuesto de la película ascendió a 450 millones de rublos, de los cuales 60 millones fueron aportados por el Ministerio de Cultura, el resto de los fondos fueron asignados por inversores privados, distribuidoras y un estudio de cine.

## Estreno
Inicialmente, el estreno de la película en Rusia estaba previsto para el 4 de mayo de 2020, pero se pospuso debido a la pandemia del coronavirus. Al mismo tiempo, los derechos de alquiler de la cinta ya se habían vendido a EE. UU., Gran Bretaña, Japón, Corea del Sur y países escandinavos. Finalmente, la película se estrenó en Rusia el 4 de noviembre de 2020, y por el canal británico Channel One el 9 de mayo de 2021.

## Premios
La película ganó tres premios en el Festival de Cine Independiente de Praga de 2021: Mejor Director, Mejor Actor (Serguéi Bezrúkov) y Mejor Banda Sonora.